# 賀美村 (埼玉県)
賀美村（かみむら）は埼玉県の北西部、児玉郡に属していた村。当初は賀美郡所属であった。

## 地理
- 河川：烏川、神流川

## 歴史
- 1889年（明治22年）4月1日 町村制施行により、勅使河原村、金久保村、黛村、毘沙吐村が合併し賀美郡賀美村が成立する。
- 1896年（明治29年）3月29日 賀美郡が児玉郡、那珂郡と統合し児玉郡となる。
- 1954年（昭和29年）5月3日 神保原村、七本木村、長幡村と合併し上里村を新設する。

## 関連文献
- 「黛村」『新編武蔵風土記稿』 巻ノ245賀美郡ノ3。NDLJP:764012/96。